# Spaethaspis lloydi
Spaethaspis lloydi là một loài bọ cánh cứng trong họ Chrysomelidae. Loài này được Hincks miêu tả khoa học năm 1952.